# Daemon nitidus
Daemon nitidus is een keversoort uit de familie Ptilodactylidae. De wetenschappelijke naam van de soort is voor het eerst geldig gepubliceerd in 1838 door Klug.